# Elektrische Kleinbahn Alt-Rahlstedt–Volksdorf–Wohldorf
| Streckenlänge: | 12,963 km            |                                  |                                  |
| Spurweite: | 1435 mm (Normalspur) |                                  |                                  |
| |                      |                                  |                                  |
| \| \| \| von Hamburg \| \| \| \| \| Rahlstedt \| \| \| \| \| nach Lübeck \| \| \| \| \| Übergabegleis \| \| \| \| 0,000 0,000 \| Alt-Rahlstedt \| Alt-Rahlstedt \| \| \| 0,400 0,000 \| Alt-Rahlstedt, Stoffers \| Alt-Rahlstedt, Stoffers \| \| \| 0,800 0,000 \| Oldenfelde, Farmsener Weg \| Oldenfelde, Farmsener Weg \| \| \| 1,250 0,000 \| Oldenfelde, Schule \| Oldenfelde, Schule \| \| \| 1,550 0,000 \| Meiendorf, Aue \| Meiendorf, Aue \| \| \| 1,850 0,000 \| Meiendorf, Lorenz \| Meiendorf, Lorenz \| \| \| 2,250 0,000 \| Meiendorf, Eggers \| Meiendorf, Eggers \| \| \| 2,650 0,000 \| Meiendorf, Soetebier \| Meiendorf, Soetebier \| \| \| 2,850 0,000 \| Ahrensburger Chaussee \| Ahrensburger Chaussee \| \| \| 3,470 0,000 \| Meiendorfer Feldmark \| Meiendorfer Feldmark \| \| \| 4,500 0,000 \| Volksdorfer Wald \| Volksdorfer Wald \| \| \| \| Walddörferbahn von Farmsen \| \| \| \| 3,182 \| Oldenfelder Rampe \| Oldenfelder Rampe \| \| \| \| Berne \| \| \| \| \| \| \| \| \| \| Meiendorfer Weg \| \| \| \| \| \| \| \| \| \| Abzweig zur Oldenfelder Rampe \| \| \| \| \| (nur Güterverkehr) \| \| \| \| 4,900 0,000 \| Oberförsterei \| Oberförsterei \| \| \| 5,350 0,000 \| Sieben Buchen \| Sieben Buchen \| \| \| 6,010 0,000 \| Volksdorf \| Volksdorf \| \| \| \| Walddörferbahn nach Großhansdorf \| \| \| \| 6,620 0,000 \| Bergstedter Weg \| Bergstedter Weg \| \| \| 7,390 0,000 \| Volksdorfer Feldmark \| Volksdorfer Feldmark \| \| \| \| Buckhorn \| \| \| \| 8,310 0,000 \| Ohlendorffs Tannen \| Ohlendorffs Tannen \| \| \| 9,310 0,000 \| Hoisbüttel / Lottbek \| Hoisbüttel / Lottbek \| \| \| 11,080 0,000 \| Ohlstedt, Sthamerstraße \| Ohlstedt, Sthamerstraße \| \| \| 11,340 0,000 \| Ohlstedt \| Anfang Personenzüge bis 1953 \| \| \| \| Alte Dorfstraße \| \| \| \| 11,400 0,000 \| Ohlstedt \| Anfang Personenzüge ab 1953 \| \| \| 11,710 0,000 \| Kupferredder \| Kupferredder \| \| \| 12,280 0,000 \| Tannenallee \| Tannenallee \| \| \| 12,963 0,000 \| Wohldorf \| Wohldorf \| |                      |                                  |                                  |
| Strecke |                      | von Hamburg                      | von Hamburg                      |
| Bahnhof |                      | Rahlstedt                        | Rahlstedt                        |
| Abzweig ehemals geradeaus und nach rechts |                      | nach Lübeck                      | nach Lübeck                      |
| Strecke (außer Betrieb) |                      | Übergabegleis                    | Übergabegleis                    |
| Bahnhof (Strecke außer Betrieb) | 0,000 0,000          | Alt-Rahlstedt                    | Alt-Rahlstedt                    |
| Haltepunkt / Haltestelle (Strecke außer Betrieb) | 0,400 0,000          | Alt-Rahlstedt, Stoffers          | Alt-Rahlstedt, Stoffers          |
| Haltepunkt / Haltestelle (Strecke außer Betrieb) | 0,800 0,000          | Oldenfelde, Farmsener Weg        | Oldenfelde, Farmsener Weg        |
| Haltepunkt / Haltestelle (Strecke außer Betrieb) | 1,250 0,000          | Oldenfelde, Schule               | Oldenfelde, Schule               |
| Haltepunkt / Haltestelle (Strecke außer Betrieb) | 1,550 0,000          | Meiendorf, Aue                   | Meiendorf, Aue                   |
| Haltepunkt / Haltestelle (Strecke außer Betrieb) | 1,850 0,000          | Meiendorf, Lorenz                | Meiendorf, Lorenz                |
| Haltepunkt / Haltestelle (Strecke außer Betrieb) | 2,250 0,000          | Meiendorf, Eggers                | Meiendorf, Eggers                |
| Haltepunkt / Haltestelle (Strecke außer Betrieb) | 2,650 0,000          | Meiendorf, Soetebier             | Meiendorf, Soetebier             |
| Haltepunkt / Haltestelle (Strecke außer Betrieb) | 2,850 0,000          | Ahrensburger Chaussee            | Ahrensburger Chaussee            |
| Haltepunkt / Haltestelle (Strecke außer Betrieb) | 3,470 0,000          | Meiendorfer Feldmark             | Meiendorfer Feldmark             |
| Haltepunkt / Haltestelle (Strecke außer Betrieb) | 4,500 0,000          | Volksdorfer Wald                 | Volksdorfer Wald                 |
| Strecke (außer Betrieb) · U-Bahn-Strecke |                      | Walddörferbahn von Farmsen       | Walddörferbahn von Farmsen       |
| Strecke (außer Betrieb) · U-Bahn-Strecke · Kopfbahnhof Streckenanfang (Strecke außer Betrieb) | 3,182                | Oldenfelder Rampe                | Oldenfelder Rampe                |
| Strecke (außer Betrieb) · U-Bahn-Haltepunkt / Haltestelle · U-Bahn-Strecke |                      | Berne                            | Berne                            |
| Strecke (außer Betrieb) · U-Bahn-Abzweig geradeaus und von links · Abzweig mit U-Bahn ehemals geradeaus und nach rechts |                      |                                  |                                  |
| Strecke (außer Betrieb) · U-Bahn-Haltepunkt / Haltestelle · Strecke (außer Betrieb) |                      | Meiendorfer Weg                  | Meiendorfer Weg                  |
| Strecke nach halblinks (außer Betrieb) · U-Bahn-Strecke nach halbrechts · Strecke (außer Betrieb) |                      |                                  |                                  |
| U-Bahn-Strecke von halblinks · Strecke von halbrechts (außer Betrieb) · Strecke (außer Betrieb) |                      | Abzweig zur Oldenfelder Rampe    | Abzweig zur Oldenfelder Rampe    |
| U-Bahn-Strecke |                      | (nur Güterverkehr)               | (nur Güterverkehr)               |
| U-Bahn-Strecke · Haltepunkt / Haltestelle (Strecke außer Betrieb) | 4,900 0,000          | Oberförsterei                    | Oberförsterei                    |
| U-Bahn-Strecke · Haltepunkt / Haltestelle (Strecke außer Betrieb) | 5,350 0,000          | Sieben Buchen                    | Sieben Buchen                    |
| U-Bahn-Bahnhof · Bahnhof (Strecke außer Betrieb) | 6,010 0,000          | Volksdorf                        | Volksdorf                        |
| U-Bahn-Abzweig geradeaus und nach rechts · Strecke (außer Betrieb) |                      | Walddörferbahn nach Großhansdorf | Walddörferbahn nach Großhansdorf |
| U-Bahn-Strecke · Haltepunkt / Haltestelle (Strecke außer Betrieb) | 6,620 0,000          | Bergstedter Weg                  | Bergstedter Weg                  |
| U-Bahn-Strecke · Haltepunkt / Haltestelle (Strecke außer Betrieb) | 7,390 0,000          | Volksdorfer Feldmark             | Volksdorfer Feldmark             |
| U-Bahn-Haltepunkt / Haltestelle · Strecke (außer Betrieb) |                      | Buckhorn                         | Buckhorn                         |
| U-Bahn-Strecke · Haltepunkt / Haltestelle (Strecke außer Betrieb) | 8,310 0,000          | Ohlendorffs Tannen               | Ohlendorffs Tannen               |
| U-Bahn-Haltepunkt / Haltestelle · Bahnhof (Strecke außer Betrieb) | 9,310 0,000          | Hoisbüttel / Lottbek             | Hoisbüttel / Lottbek             |
| U-Bahn-Strecke · Haltepunkt / Haltestelle (Strecke außer Betrieb) | 11,080 0,000         | Ohlstedt, Sthamerstraße          | Ohlstedt, Sthamerstraße          |
| U-Bahn-Kopfbahnhof Streckenende · Haltepunkt / Haltestelle (Strecke außer Betrieb) | 11,340 0,000         | Ohlstedt                         | Anfang Personenzüge bis 1953     |
| Bahnübergang (Strecke außer Betrieb) |                      | Alte Dorfstraße                  | Alte Dorfstraße                  |
| Haltepunkt / Haltestelle (Strecke außer Betrieb) | 11,400 0,000         | Ohlstedt                         | Anfang Personenzüge ab 1953      |
| Haltepunkt / Haltestelle (Strecke außer Betrieb) | 11,710 0,000         | Kupferredder                     | Kupferredder                     |
| Haltepunkt / Haltestelle (Strecke außer Betrieb) | 12,280 0,000         | Tannenallee                      | Tannenallee                      |
| Kopfbahnhof Streckenende (Strecke außer Betrieb) | 12,963 0,000         | Wohldorf                         | Wohldorf                         |

Die Elektrische Kleinbahn Alt-Rahlstedt–Volksdorf–Wohldorf (EKV) war eine Eisenbahngesellschaft. Sie schloss zwischen 1904 und 1934 die Hamburgischen Exklaven im Nordosten an die Eisenbahnstrecke Hamburg–Lübeck der Lübeck-Büchener Eisenbahn (LBE) an. Ein Teil der Strecke – die Trasse zwischen Volksdorf und Wohldorf – ist heute weitgehend als Wanderweg erhalten.

## Geschichte

Die Kleinbahn ab 1904 in der Meiendorfer Straße …

… und 1907 mit Doppelstock-Beiwagen

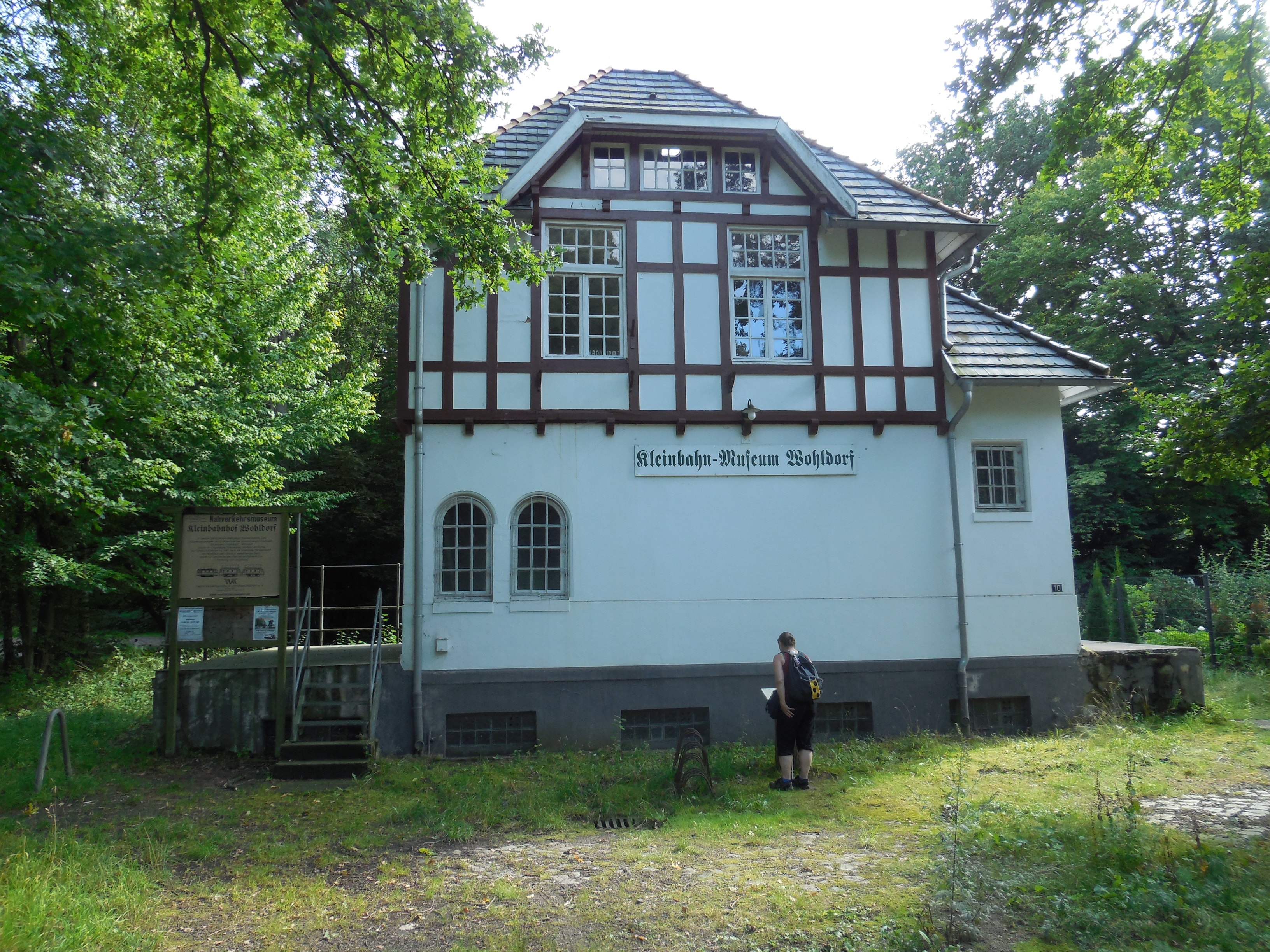
Gebäude der ehemaligen Güterannahme und -abgabe in Wohldorf, ab 1999 Kleinbahn-Museum Wohldorf, 2016

Der Hamburger Senat wollte zum Ende des 19. Jahrhunderts seine entfernt liegenden Exklaven in den sogenannten Walddörfern für Wohnzwecke erschließen, um Steuerzahler auf Hamburger Gebiet zu halten. So beauftragte er im Februar 1897 die Strassen-Eisenbahn-Gesellschaft in Hamburg (SEGH) eine Straßenbahnstrecke von der Innenstadt über Barmbek und Bramfeld nach Sasel mit von dort ausgehenden drei Zweigen nach Poppenbüttel, Bergstedt – Wohldorf und Volksdorf. zu planen. Diese Planung wurde nicht realisiert, denn 1898 teilte die Strassen-Eisenbahn-Gesellschaft in Hamburg (SEGH) mit, dass mit dieser Strecke nicht zu rechnen wäre.
So kam man auf die Idee, eine Zweigbahn zwischen dem näher gelegenen Bahnhof Rahlstedt der damaligen Lübeck-Büchener Eisenbahn (LBE) und Volksdorf zu bauen. Die Konzession vom Hamburger Senat wurde der Firma Gebrüder Körting aus Hannover bereits am 7. Juni 1899 erteilt. Aber erst am 11. April 1905 erlangte die Firma die Konzession von der preußischen Verwaltung. Am 30. Oktober 1906 wurde dann der endgültige Konzessionsvertrag unterzeichnet.
Die in Körtingsdorf bei Hannover (jetzt Hannover-Badenstedt) beheimatete Firma Gebr. Körting versorgte ab 1898 das damals preußische Rahlstedt mit Elektrizität.
Am 12. Dezember 1912 gab sich die Bahn den Namen Elektrische Kleinbahn Alt-Rahlstedt – Volksdorf AG (EKV) und eine neue Rechtsform. 770.000 Mark an Stammaktien hielt der hamburgische Staat, 770.000 Mark an Vorzugsaktien hielt der Kommerzienrat Körting.

### Strecke
Am 1. Oktober 1904 wurde der Abschnitt zwischen dem Bahnhof Rahlstedt der Lübeck-Büchener Eisenbahn und Volksdorf eröffnet.
Anfangs fanden 13 Fahrten täglich statt, die Fahrtdauer auf der sechs Kilometer langen Teilstrecke betrug 18 Minuten.
Am Himmelfahrtstag, dem 9. Mai 1907, wurde die nördliche Verlängerung bis Wohldorf eröffnet. Die Streckenlänge betrug jetzt 12,963 Kilometer. Eine einfache Fahrt kostete damals 20 Pfennig. Der Wohldorfer Wald war ein beliebtes Ausflugsziel für die Hamburger.

### Farmsen–Berne
Am 2. August 1921 wurde ein Abzweig bei der Oberförsterei (Streckenkilometer 4,9) fertig gestellt. Die 3182 Meter lange Strecke diente nur dem Güterverkehr zur Laderampe Oldenfelde in der Nähe der Bekassinenau. Bereits am 23. Februar 1912 beschloss der Senat den Bau der Walddörferbahn, um auch die Exklaven Farmsen und Berne zu erschließen. Nach der Einstellung des Güterverkehrs am 30. April 1934 liegt heute auf dieser Trasse zwischen dem Betriebshof Farmsen und dem U-Bahnhof Berne ein gesondertes Gleis für den Testbetrieb der U-Bahn.

## Fahrzeuge
Zwei elektrische straßenbahnartige Triebwagen wurden bei der Waggonfabrik Busch in Hamburg-Eimsbüttel bestellt. Die Bahngesellschaft beschaffte zum Frühjahr 1906 einen weiteren Triebwagen, sechs Doppelstockanhänger und einen Post- und Gepäckwagen. Bis August 1906 kamen eine Lokomotive und zwei weitere Doppelstockanhänger hinzu.
1914, in ihrer besten Zeit, besaß die EKV sechs Triebwagen und zehn Beiwagen für den Personenverkehr. Für den Güterverkehr gab es vier kleine zweiachsige E-Loks, die auch für den Personenverkehr genutzt werden konnten. Drei der Lokomotiven waren 1913 von Beuchelt und BEW gebaut worden, die vierte Lok schon 1905 von der AEG.

## Konkurrenz durch die Walddörferbahn
1911 wurde ein erster Plan vorgelegt, der außer der Strecke Barmbek–Farmsen–Volksdorf–Wohldorf auch die Exklave Groß-Hansdorf anschließen sollte. In Ahrensburg sollte die Bahn einen gemeinsamen Bahnhof mit der Lübeck-Büchener Eisenbahn (LBE) bekommen. Die LBE fürchtete jedoch Konkurrenz, so dass dieser Plan nicht verwirklicht wurde.
1914 wurde dann mit dem Bau nach neuen Plänen begonnen. Die Bahn sollte über Groß-Hansdorf hinaus bis Beimoor geführt werden; dort war eine Siedlung geplant. Da die Strecke über preußisches Gebiet führte, wurde in diesem Zusammenhang auch der preußischen Regierung gestattet, mit dem Bau der Alstertalbahn zu beginnen.
Nach Ende des Ersten Weltkrieges war wegen Materialbeschaffungsschwierigkeiten an eine Elektrifizierung nicht zu denken. Am 12. September 1918 wurde daher ein Betrieb mit zwei in Belgien erbeuteten Dampflokomotiven zwischen Barmbek (damalige Schreibweise „Barmbeck“) und Ohlstedt aufgenommen. Nachdem die Loks zurückgegeben werden mussten, elektrifizierte man zunächst nur ein Gleis zwischen Barmbek und Volksdorf mit der bei der Hoch- und Untergrundbahn der HHA üblichen seitlichen Stromschiene. Am 6. September 1920 wurde dieser Streckenabschnitt eröffnet. Am 5. November 1921 wurde der elektrische Betrieb nach Groß-Hansdorf aufgenommen; das zweite Gleis hatte man wieder entfernt. Mit dem Material dieser Schienen hatte man sich in jenen Jahren der Rohstoffknappheit als „Kompensation“ die erforderlichen Stromschienen eingetauscht.
Nach Eröffnung des elektrischen Betriebes der Walddörferbahn brachen die Fahrgastzahlen der Kleinbahn ein. Deshalb wurde am 15. April 1923 der Personenverkehr der Kleinbahn auf der Strecke Alt-Rahlstedt–Volksdorf aufgegeben. Am 1. Juli 1924 übernahm die HHA die Betriebsführung auf der Kleinbahnstrecke zwischen Volksdorf und Wohldorf. Mit Eröffnung des westlichen Zweiges der Walddörferbahn Volksdorf–Ohlstedt am 1. Februar 1925 wurde der Betrieb der Kleinbahn auf die Reststrecke Ohlstedt–Wohldorf beschränkt.
Der Güterverkehr dagegen wurde durch eine von Volksdorf bis beinahe Farmsen parallel zu den Gleisen der Hochbahn verlaufende neue Strecke ausgebaut. Am 30. April 1934 wurde dieser Güterverkehr eingestellt. Heute wird diese Strecke zwischen Farmsen und Berne für Bremsprüfungen und Tests von U-Bahn-Triebfahrzeugen genutzt.
Nach 1934 wurden alle Gleise der Kleinbahn südlich von Ohlstedt abgebrochen. Die alten Fahrleitungsmasten wurden ab 10. September 1935 an Mitarbeiter abgegeben.

## Restbetrieb als Walddörfer-Straßenbahn

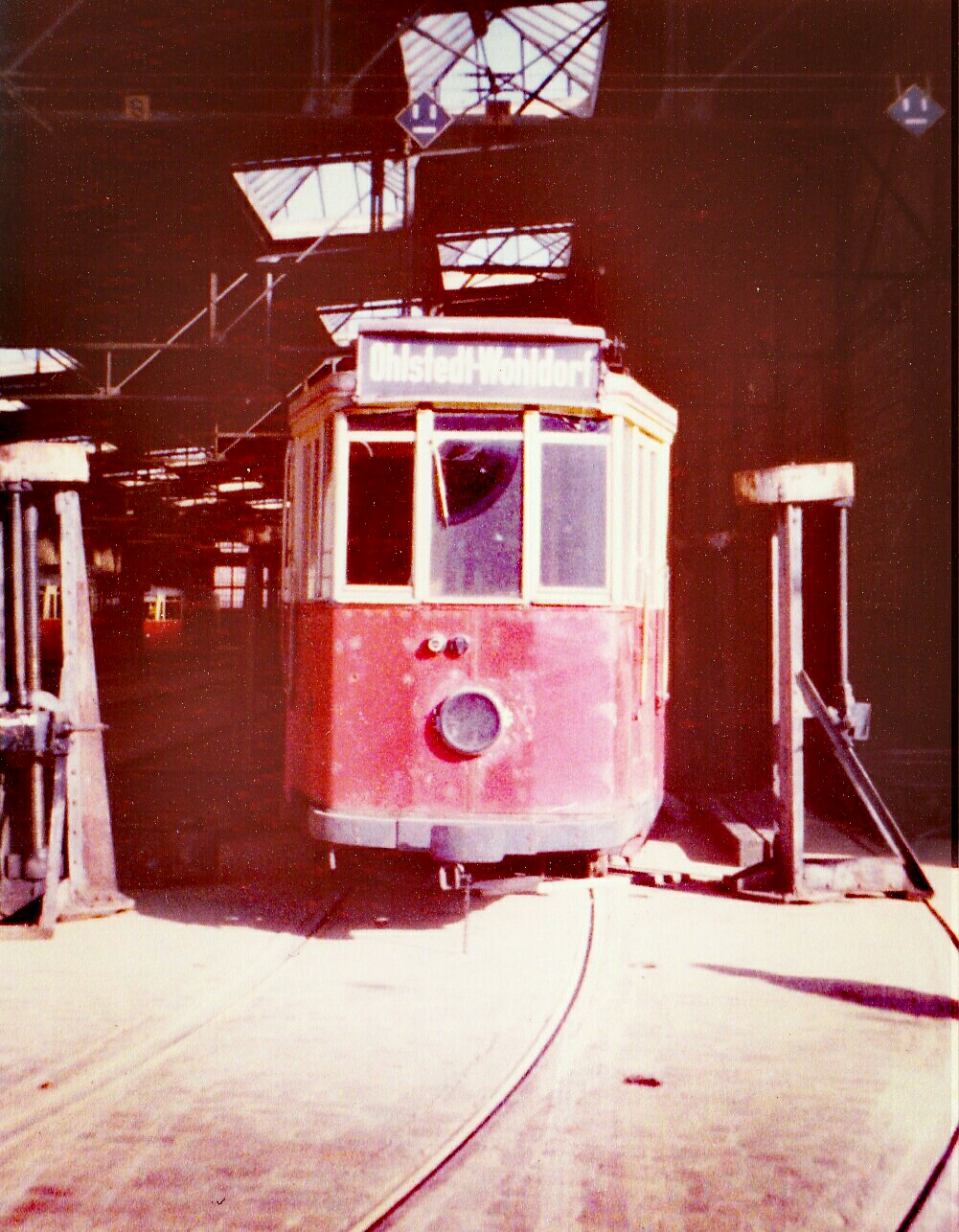
Ein Triebwagen war im Betriebshof K der HHA bis zur Betriebshof-Auflösung am 22. Mai 1977 untergestellt.

Bis zum 29. Januar 1961 fuhr die Kleinbahn nur noch auf der knapp zwei Kilometer langen Reststrecke von Ohlstedt durch den Wohldorfer Wald nach Wohldorf. Der Haltepunkt Kupferredder war am 18. Juli 1921 eröffnet worden, in der Streckenmitte lag der Haltepunkt Tannenallee.
Auf diesem verbliebenen Abschnitt wurden vorwiegend Straßenbahnfahrzeuge (Typ V2) eingesetzt, die jedoch für den Eisenbahnbetrieb umgerüstet waren (vor allem breitere Radreifen und Bügelstromabnehmer anstatt der sonst in Hamburg üblichen Rollenstromabnehmer). Die am Endbahnhof Wohldorf vorhandene Fahrzeughalle ermöglichte einen Inselbetrieb.
Ab etwa Anfang der 1950er Jahre bis zur Einstellung ihres Betriebes wurde die Bahn im Fahrplanheft der Hochbahn als Walddörfer-Straßenbahn ausgewiesen. Sie erhielt jedoch keine eigene Liniennummer wie die städtischen Straßenbahnlinien, sondern war als Anschlussfahrt zur Ohlstedter U-Bahn nach Wohldorf mit dem Zusatz W Strab aufgeführt.
Ab 27. Juli 1959 wurde die Kleinbahn auf „Einmannbetrieb“ umgestellt.
Aufgrund einer Änderung der Bauvorschriften für Schienenfahrzeuge wäre der Einsatz von neuen Zweirichtungsfahrzeugen notwendig gewesen. Wegen der Splitterung von Holzaufbauten (bei Unfällen) sollten die bisher eingesetzten Wagen aus dem Verkehr gezogen werden. Da eine Neubeschaffung nicht rentabel schien, wurde der Betrieb am 29. Januar 1961 eingestellt. Danach erfolgte bis zum 7. Mai 1961 ein Pendelbetrieb mit Omnibussen, bis die Verbindung Duvenstedt–Wohldorf–Ohlstedt durch die veränderte HHA-Buslinie 76 bedient wurde (heute 276).
Zunächst sollte die Strecke als Museumsbetrieb erhalten bleiben, doch war man auf staatlicher Seite nicht der Ansicht, dass ein Verein dies leisten könnte. So wurde die Strecke 1964 abgebaut und zu einem Wanderweg; ein kleiner Abschnitt wurde Schulgelände.
Am 18. September 1999 konnte das „Kleinbahn-Museum Wohldorf“, das der „Kleinbahn-Verein Wohldorf“ (KVW) in Eigenleistung hergerichtet hatte (schon in den 1960er Jahren geplant), im Betriebsgebäude des Endbahnhofs Wohldorf eröffnet werden. Der KVW ging im VVM auf, der das Museum als „Nahverkehrsmuseum Kleinbahnhof Wohldorf“ weiterführt. Im Obergeschoss sind Bilder und Realien der Kleinbahn und anderer Hamburger Verkehrsmittel ausgestellt, im Erdgeschoss zeigt ein Modell das zuletzt betriebene Streckenstück Ohlstedt–Wohldorf. Ab 2019 war das Gebäude wegen Baufälligkeit geschlossen. Die Wiederöffnung fand nach umfassender Sanierung Ostern 2023 statt.